# ARASHI LIVE TOUR 2016-2017 Are You Happy?
『ARASHI LIVE TOUR 2016-2017 Are You Happy?』（アラシ ライブ ツアー 2016-2017 アー ユー ハッピー?）は、日本の男性アイドルグループ・嵐のライブ・ビデオ。2017年5月31日にJ Stormから発売された。

## 概要
2016年11月から2017年1月まで行われた5大ドームツアー『ARASHI LIVE TOUR 2016-2017 Are You Happy?』から、2016年12月27、28日に行われた東京ドーム公演を収録。
DVD/Blu-rayそれぞれに初回限定盤と通常盤が存在し、計4種類で発売。Blu-ray Disc版にはSBMV Super Bit Mapping (ソニー株式会社が開発した階調補完技術)が今作に採用されている。
特典映像はDVDのみで収録され、Blu-rayは存在しない。初回限定盤には2016年4月から8月まで行われた9年振りのアリーナツアー『ARASHI "Japonism Show" in ARENA』から、ツアー最終公演となる2016年8月10日開催の横浜アリーナ公演（夜公演）、「通常盤」には、CMディレクター原田陽介監督の「Documentary Film ～アユハピ～」を収録。『ARASHI LIVE TOUR 2016-2017 Are You Happy?』の構想段階から最終公演終了後に至るまでカメラが密着し、コンサートを創り上げていくメンバーの姿が収められている。。
本作収録の「Don't You Get It」は、後に5thベストアルバム「5×20 All the BEST!! 1999-2019」初回限定盤2特典DVD「ARASHI LIVE CLIPS」にも収録されている。

## チャート成績
2017年6月12日付のオリコン週間DVD/Blu-rayランキング、および総合ミュージック映像ランキングによると、初週でDVDを31.2万枚、Blu-ray (以下、BD) を33.8万枚の計65.0万枚を売上げて、3部門で首位となった。また翌週6月19日付の週間ランキングでDVDは2位、BDは1位を獲得。音楽BD作品が2週連続で1位となるのは史上2組目、ライブBD作品としては史上初のこと。またオリコンの年間「総合ミュージックDVD・BDランキング」および「オリコン年間映像ランキング2017」の総合BDランキングで1位となった。

## 収録内容

### 本編映像

#### Disc 1
1. Overture
2. Ups and Downs
3. supersonic
4. I seek
5. Oh Yeah!
6. Love so sweet
7. Sunshine - 櫻井翔
8. To my homies（Under the supervision of Sho S.）
9. DRIVE（Under the supervision of Jun M.）
10. Step and Go
11. Don't You Get It
12. Bad boy - 大野智
13. TWO TO TANGO
14. 復活LOVE
15. 青空の下、キミのとなり
16. ファイトソング
17. Power of the Paradise
18. Baby blue - 松本潤
19. Miles away（Under the supervision of Satoshi O.）
20. 果てない空
21. WONDER-LOVE（Under the supervision of Kazunari N.）
22. また今日と同じ明日が来る - 二宮和也

#### Disc 2
1. Amore - 相葉雅紀
2. 青春ブギ（Under the supervision of Masaki A.）
3. Happy Medley[7]
  1. Happiness
  2. きっと大丈夫
  3. A・RA・SHI
  4. Troublemaker
  5. Løve Rainbow
  6. 言葉より大切なもの
  7. ワイルド アット ハート
  8. 感謝カンゲキ雨嵐
  9. 愛を叫べ
4. a Day in Our Life
5. 五里霧中
6. エナジーソング〜絶好調超!!!!〜
7. Daylight

### 特典映像

#### 初回限定盤「ARASHI "Japonism Show" in ARENA」

##### Disc 3
1. ただいま
2. A・RA・SHI
3. Overture
4. Sakura
5. Japonesque
6. ワイルド アット ハート
7. イン・ザ・ルーム
8. 復活LOVE
9. Lucky Man
10. Troublemaker
11. Daylight
12. Everybody前進
13. I seek
14. Disco Star - 相葉雅紀
15. Rain - 大野智
16. 秘密 - 二宮和也
17. Shake it! - 松本潤
18. T.A.B.O.O - 櫻井翔
19. 三日月
20. マスカレード
21. Bolero!
22. 青空の下、キミのとなり

##### Disc 4
1. miyabi-night
2. 心の空
3. 僕らがつないでいく
4. Power of the Paradise
5. 愛を叫べ
6. 感謝カンゲキ雨嵐

#### 通常盤
Disc 3
1. Documentary Film 〜アユハピ〜

## コンサートツアー

### ARASHI LIVE TOUR 2016-2017 Are You Happy?
5年連続8度目の5大ドームツアー。計18公演で85.5万人動員。後述するアリーナツアーと合わせて102.9万人を動員。
一度のツアーで東京ドームを2度回るのは自身初のこと。
|        | 開催日    | 開演時間 | 会場                    |
| 2016年 | 2016年    | 2016年   | 2016年                  |
| ------ | --------- | -------- | ----------------------- |
| 1      | 011月11日 | 018:00   | 札幌ドーム              |
| 1      | 011月12日 | 018:00   | 札幌ドーム              |
| 1      | 011月13日 | 016:00   | 札幌ドーム              |
| 2      | 011月19日 | 018:00   | 東京ドーム              |
| 2      | 011月20日 | 018:00   | 東京ドーム              |
| 2      | 011月21日 | 018:00   | 東京ドーム              |
| 3      | 012月02日 | 018:00   | 京セラドーム大阪        |
| 3      | 012月03日 | 018:00   | 京セラドーム大阪        |
| 3      | 012月04日 | 016:00   | 京セラドーム大阪        |
| 4      | 012月16日 | 018:00   | バンテリンドーム ナゴヤ |
| 4      | 012月17日 | 018:00   | バンテリンドーム ナゴヤ |
| 4      | 012月18日 | 016:00   | バンテリンドーム ナゴヤ |
| 5      | 012月26日 | 018:00   | 東京ドーム              |
| 5      | 012月27日 | 018:00   | 東京ドーム              |
| 5      | 012月28日 | 018:00   | 東京ドーム              |
| 2017年 |           |          |                         |
| 6      | 001月06日 | 018:00   | 福岡PayPayドーム        |
| 6      | 001月07日 | 018:00   | 福岡PayPayドーム        |
| 6      | 001月08日 | 016:00   | 福岡PayPayドーム        |

### ARASHI "Japonism Show" in ARENA
自身9年ぶりとなるアリーナツアー。6会場17公演で17.4万人動員した。
このツアーのために楽曲「ただいま」が製作された。
|        | 開催日    | 開演時間 | 会場                 |
| 2016年 | 2016年    | 2016年   | 2016年               |
| ------ | --------- | -------- | -------------------- |
| 1      | 004月23日 | 013:00   | サンドーム福井       |
| 1      | 004月23日 | 018:00   | サンドーム福井       |
| 1      | 004月24日 | 015:00   | サンドーム福井       |
| 2      | 005月07日 | 013:00   | 広島グリーンアリーナ |
| 2      | 005月07日 | 018:00   | 広島グリーンアリーナ |
| 2      | 005月08日 | 015:00   | 広島グリーンアリーナ |
| 3      | 007月23日 | 018:00   | 静岡エコパアリーナ   |
| 3      | 007月24日 | 012:00   | 静岡エコパアリーナ   |
| 3      | 007月24日 | 017:00   | 静岡エコパアリーナ   |
| 4      | 007月30日 | 013:00   | 鹿児島アリーナ       |
| 4      | 007月30日 | 018:00   | 鹿児島アリーナ       |
| 4      | 007月31日 | 015:00   | 鹿児島アリーナ       |
| 5      | 008月06日 | 017:00   | 長野M-WAVE           |
| 5      | 008月07日 | 012:00   | 長野M-WAVE           |
| 6      | 008月09日 | 018:00   | 横浜アリーナ         |
| 6      | 008月10日 | 012:00   | 横浜アリーナ         |
| 6      | 008月10日 | 017:00   | 横浜アリーナ         |